# Gråhuvad regngök
Gråhuvad regngök (Coccyzus lansbergi) är en fågel i familjen gökar inom ordningen gökfåglar.

## Utbredning och systematik
Fågeln förekommer i norra Colombia och norra Venezuela, vandrar till västra Peru. Den behandlas som monotypisk, det vill säga att den inte delas in i några underarter.

## Status
IUCN kategoriserar arten som livskraftig.